# Pays Fañch
 (mars 2011).
Si vous disposez d'ouvrages ou d'articles de référence ou si vous connaissez des sites web de qualité traitant du thème abordé ici, merci de compléter l'article en donnant les références utiles à sa vérifiabilité et en les liant à la section « Notes et références ».

Carte des pays traditionnels de la Bretagne.

Le pays Fañch est un pays traditionnel de Bretagne. Il marque l'extrémité orientale de la Cornouaille et se trouve actuellement au sud-ouest du département des Côtes-d'Armor, autour de Gouarec et Saint-Nicolas-du-Pélem.

## Toponymie

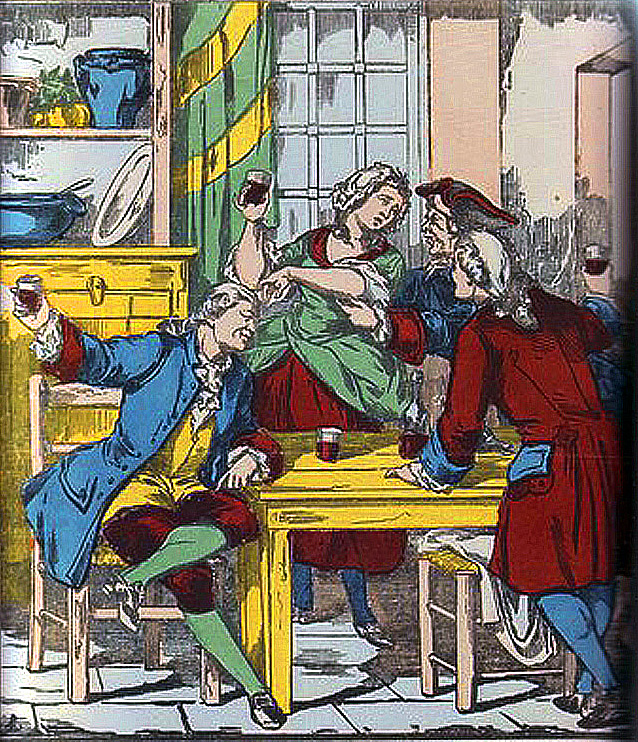
Amis, il faut faire une pause
J’aperçois l’ombre d’un bouchon
Buvons à l’aimable Fanchon
Pour elle, faisons quelque chose.

Le nom Fañch viendrait de « Fanchon », qualificatif donné aux femmes de ce pays par la population des pays voisins, qui les considérait comme légères et frivoles, à cause de leur coiffe qui laisse apparaître les cheveux.
Fañch est un prénom breton masculin, hypocoristique de Frañsez, équivalent breton du prénom français François. Sans qu'il soit possible de tracer un lien, parmi diverses hypothèses, des francs alliés, auraient pu être établis dans le pays Fanch à l'époque romaine ou plus tardivement par un roi breton. Comme de nombreux toponymes portent des noms hérités de lointains épisodes historiques (ville Allone ou Alaines, peuplées par des Alains alliés établis par Rome).

## Géographie
Le pays Fañch recouvre les communes suivantes : Le Leslay, Le Haut-Corlay, Le Bodéo, Le Vieux-Bourg, Bulat-Pestivien, Gouarec, Canihuel, Caurel, Kerpert, Kerien, Corlay, La Harmoye, Laniscat, Lanrivain, Maël-Pestivien, Magoar, Plouguernével, Plounévez-Quintin, Plussulien, Peumerit-Quintin, Saint-Bihy, Saint-Igeaux, Saint-Gelven, Saint-Gilles-Pligeaux, Saint-Connan, Saint-Nicolas-du-Pélem, Sainte-Tréphine, Saint-Mayeux, Saint-Gildas, Trémargat.
Cette classification est critiquable, dans la mesure où des spécialistes des terroirs bretons considèrent certaines communes à cheval sur les pays Fisel et Fañch, à l'exemple de Saint-Nicodème considéré par Géobreizh comme étant en pays Fisel. 
L'Atlas historique des pays et terroirs de Bretagne, de Philippe Jouët et Kilian Delorme, considère ce pays sous le nom générique de pays Plin et le divise en deux terroirs : Plin an Diazoù (le bas) au sud, Plin ar C'hrec'hioù (le haut) au nord.
Les Krec'hioù sont des terres souvent qualifiées de « montagnardes » par les habitants du pays et sont très boisées (Bulat pestivien, Saint Connan, Trémargat…) tandis que les Diazoù sont des terres moyennement vallonnées et bocagères au sud (Saint Igeaux, Sainte-Tréphine…). Entre les deux territoires se trouve une frontière très facilement repérable par une longue et épaisse forêt allant de Canihuel à Kergrist-Moelou.
Plusieurs critères sont retenus pour délimiter ce territoire : la danse, le costume, la musique, les dialectes.

## La danse
La Dañs Plinn (venant du breton plaen -plaine-, prononcé ['pli:n] dans le pays Fañch) fait l'objet d'un festival au Danouët tous les ans et était répandue au-delà des limites de ce qu'on appelle le Pays Fañch, allant très avant dans le pays Fisel et débordant sur l’extrême sud du Tregor. 
Le  festival de la Dañs Plin a lieu chaque semaine de la Mi-Août auprès de la chapelle Notre-Dame du Danouët (Itron-Varia an Danoed) et laisse une large part à la langue bretonne, hors du territoire Fañch, aujourd'hui en la commune trégoroise de Bourbriac. En plus d'être un concours de musique, de danse et de chants, ce festival est le seul lors duquel est célébrée une messe entièrement en breton pour la fête de l'assomption.

## Costume
La coiffe du Pays Fañch, classée dans le groupe de Carhaix du fait de sa forme, se caractérise par un porté particulier par rapport à sa voisine de Carhaix ; la chevelure, bien que ramassée en un chignon bas dans une résille retombant presque sur le cou, n’est pas recouverte par la coiffe. Cette coiffure vient de la Haute Bretagne, toute proche. Le port de cette coiffe serait à l'origine du sobriquet « Fanchon » donné aux femmes la portant, et qui signifie femme délurée, légère.
La coiffe, dite Sion, n'était portée que sur le territoire restreint des Diazoù, c'est-à-dire, en gros, dans le sud de l'actuel canton de Saint-Nicolas-du-Pélem.  
Lalaisse a représenté les costumes traditionnels masculin et féminin de ce terroir au XIXe siècle, écrivant Zellet oun Otrow deus Jañjeli-Plijo, ha bouchow our gouentenn deus Korle 'mesk ar bêlon: pebezh plijaduriow zou ba'm vro ! (Regardez un monsieur de Saint-Gilles-Pligeaux et les robes de Corlay au milieu des prêtres : quels plaisirs sont dans mon pays).

## Musique
Le pays Fañch est le berceau du renouveau du kan-ha-diskan qui était pratiqué seulement dans ce terroir jusqu'aux années 1950-1960. 
Quant à la musique instrumentale, elle se caractérisait par la quasi inexistence des couples de bombarde-sonneur et la prépondérance des duos de treujenn-gaol (clarinettes), notamment à Corlay. La clarinette traditionnelle est ainsi l'instrument préféré du terroir. Au XIXe siècle, Pier An Dall en était un fameux praticien, comme Iwan Tomaz (Peumeurit-Quintin) au XXe siècle.

## Dialectes

### Gallo
À l'est de Corlay, le parler roman de Bretagne, le gallo, est pratiqué comme à Saint-Gildas, ou au Vieux-Bourg.

### Breton
Si le pays Fañch appartient à l'aire du breton cornouaillais, il connaît un fort particularisme lié à sa situation centrale entre le Trégor et le pays vannetais. Deux terroirs, deux façons différentes de parler : le breton des Krec'hioù et le breton des Diazoù. Ainsi dira-t-on Koad (bois) dans les Krec'hioù, tandis qu'on dira Koed dans les Diazoù, ou encore Bloaz (an, année) dans le premier et Blé dans le second. Le premier plus au nord est influencé par le trégorois, le second est fortement influencé par le vannetais. Entre les deux terres est parlé un breton mixte (Lanrivain, Canihuel), mêlant des traits des deux dialectes. 
D'ailleurs, il est loisible de constater que Les Frères Morvan (du nord du territoire) puisent plus volontiers leur répertoire parmi les chansons du Tregor et Yann-Fañch Kemener (du sud) dans le pays vannetais du Pourlet.
Le breton du pays Fañch a été étudié par Humphrey Lloyd Humphreys et enregistré plusieurs fois, notamment par Dastum et Kazetenn ar vro Plin.

### Documentation pour le parler breton Fañch

#### Disques
- Dastum no 5, Pays fañch, Dastum.
- Kazetenn ar vro Plin, RKB.
- Frères Morvan, Un demi-siècle de Kan ha Diskan, Coop Breizh.
- Marcel Le Guilloux, Un devezh 'ba Kerc'h Morvan, Coop Breizh.
- Marie-Josèphe Bertrand (Jose 'r C'hoed) - Chanteuse du Centre-Bretagne, Dastum.
- Yann-Fañch Kemener, Chants profond de Bretagne 1, 2, 3, Arion.
- Yann-Fañch Kemener, Kan ha Diskan, Coop Breizh.

#### Films
Sur le site de l'INA (ouest en mémoires) ou France 3 Bretagne : Yann-Fañch Kemener, Klasker tonioù kozh, Humphrey Lloyd Humphreys, Marcel Guilloux

#### Livres ou extraits de revue
- Nicolas Davalan (1997), « Un nebeud gerioù pennaouet e Plounevez-Kintin », in Hor Yezh, 212
- Nicolas Davalan (1998), « Un nebeud gerioù pennaouet e Plounevez-Kintin », in Hor Yezh, 214
- Nicolas Davalan (1999), « Gerioù ha troiennoù pennaouet e Plounevez-Kintin », in Hor Yezh, 218
- H.L. Humphreys (1972), « Les sonantes fortes dans le parler haut-cornouaillais de Bothoa (Saint-Nicolas-du-Pélem, Côtes-du-Nord) », in Études Celtiques 13 : 259-74.
- H.L. Humphreys (1978), « Le breton de Bothoa (Saint-Nicolas-du-Pélem, Côtes-du-Nord) : présentation sommaire d'un parler Fañch », in Dastum 5: Bro vFañch.
- H.L. Humphreys (1985), Phonologie, morphosyntaxe et lexique du parler breton de Bothoa en Saint-Nicolas-du-Pélem (Côtes-du-Nord) (thèse de doctorat d’état), Brest : Brud Nevez.
- H.L. Humphreys (1995), Phonologie et morphosyntaxe du parler breton de Bothoa, Brest : Emgleo Breiz.
- Yann-Fañch Kemener (1996), Carnets de Route, Coop Breizh.
- P. Le Roux (1927), Points 34 (Peumerit-Quintin) et 35 (Corlay) de l'Atlas Linguistique de la Basse-Bretagne

## Personnalités du Pays Fañch
- Ar re yaouank, groupe de musique bretonne;
- Henri Le Naou, conteur et animateur de radio à Radio Kreiz Breizh;
- Les Frères Morvan, chanteurs de kan-ha-diskan;
- Marcel Le Guilloux, chanteur de kan-ha-diskan et conteur;
- Marie-Josèphe Bertrand, chanteuse;
- Michel Priziac, écrivain et historien;
- Yann-Fañch Kemener, chanteur de kan-ha-diskan;